# Kōji Gyōtoku
Kōji Gyōtoku (jap. 行徳 浩二 Gyōtoku Kōji; ur. 28 stycznia 1965) – japoński piłkarz występujący na pozycji obrońcy.

## Kariera piłkarska
Od 1989 do 1992 roku występował w klubie Toyota Motors.

## Kariera trenerska
Po zakończeniu piłkarskiej kariery pracował jako trener w Shimizu S-Pulse, FC Gifu, Angthong FC, a także reprezentacji Bhutanu w piłce nożnej mężczyzn i reprezentacji Nepalu w piłce nożnej mężczyzn.